# Giovanni d'Istria
Giovanni d'Istria (fl. IX secolo) fu il duca franco dell'Istria nei primi anni del IX secolo, subito dopo la sua conquista da parte di Carlo Magno.

## Biografia
Nell'804 gli abitanti delle nove città dell'Istria si lamentarono con Carlo Magno che Giovanni ignorava i loro antichi privilegi: Giovanni infatti aveva tolto i privilegi di poter pescare e di poter far pascolare gli animali nelle foreste pubbliche. Giovanni abolì la vecchia gerarchia e la carica di tribuno, di domesticus, di vicario e di ipato oppure fatto occupare altre cariche con uomini di etnia franca. Sequestrò terre per i propri fini e impose nuove tasse (ogni anno le città dovevano versare 344 solidi mancusi) da versare a lui stesso. Costrinse molti a prestare servizio nel suo esercito personale, a fianco dei loro schiavi, e impose delle corvée. Giovanni si giustificò sostenendo di non  conoscere le usanze dell'Istria, promise di far ammenda e smise di esigere corvées. Non è noto se adempì alle sue promesse.